# Prix de la presse des jeunes
 (octobre 2024).
Pour "aider à faire comprendre le monde d’aujourd’hui", le Syndicat de la presse des jeunes et le CPLJ ont créé en 2003 un prix destiné à récompenser deux ouvrages (hors fiction), l’un s’adressant plus particulièrement aux moins de 10 ans (catégorie Enfant), l’autre pour les plus âgés (catégorie Junior). Ce prix est remis lors du salon du livre et de la presse jeunesse à Montreuil fin novembre.

## Le prix de la presse des jeunes 2004
- catégorie Enfant : Jouons avec les enfants de la Méditerranée de Cassandre Hornez, François Lecauchois, illustré par Denis Clavreul et Bertrand Dubois (Gallimard Jeunesse)
- catégorie Junior : Le grand livre contre toutes les violences d'Anne-Marie Thomazeau, Brigitte Bègue, Alain Serres, illustré par Bruno Heitz (Rue du monde).

## Le prix de la presse des jeunes 2003
- catégorie Enfant : Familles du monde entier de Sophie Furlaud, Pierre Verboud et Uwe Ommer (éditions du Seuil jeunesse)
- catégorie Junior : Les 1 000 mots de l’info d’Élisabeth Combres et Florence Thinard (Gallimard Jeunesse)